# Basilio Pignatelli
Basilio Pignatelli, al secolo Fulvio, (Napoli, 1548 – Napoli, 7 marzo 1605 o 30 luglio 1629) è stato un monaco cristiano e vescovo cattolico italiano.

## Biografia
Nato nel 1548 a Napoli dalla nobile famiglia Pignatelli, era figlio di Scipione I, marchese di Lauro, e di Maria Sanseverino. Il 2 febbraio 1570 era entrato a far parte dei chierici regolari teatini della chiesa di San Paolo Maggiore e ne professò l'istituto il 24 maggio 1571; venne poi ordinato sacerdote il 18 settembre 1574 nella stessa chiesa.
Il 18 agosto 1593 fu nominato vescovo dell'Aquila da Filippo II di Spagna con la conferma di papa Clemente VIII; fu consacrato il 5 settembre di quell'anno nella chiesa di San Silvestro al Quirinale, a Roma, da Alfonso Gesualdo, cardinale-vescovo di Ostia e Velletri, insieme a Ludovico III de Torres e Owen Lewis come co-consacranti. All'inizio del 1599 si dimise però dall'incarico e tornò a Napoli, dove rientrò in convento; lì morì nel 1605 o nel 1629.

## Genealogia episcopale
La genealogia episcopale è:
- Cardinale Guillaume d'Estouteville
- Papa Sisto IV
- Papa Giulio II
- Cardinale Raffaele Riario
- Papa Leone X
- Papa Paolo III
- Cardinale Francesco Pisani
- Cardinale Alfonso Gesualdo
- Vescovo Basilio Pignatelli